# Gabarnac
Gabarnac  egy francia település Gironde megyében az Aquitania régióban. Lakosainak száma 363 fő (2022. január 1.).

## Adminisztráció
Polgármesterek:
- 2008–2020 André Massieu

## Demográfia
| Lakosok száma | 317  | 268  | 273  | 273  | 351  | 356  | 365  | 352  | 356  | 363  |
|               | 1968 | 1982 | 1990 | 2006 | 2013 | 2015 | 2017 | 2019 | 2020 | 2022 |

## Látnivalók
- Château Faugas
- Saint-Seurin templom

### Galéria

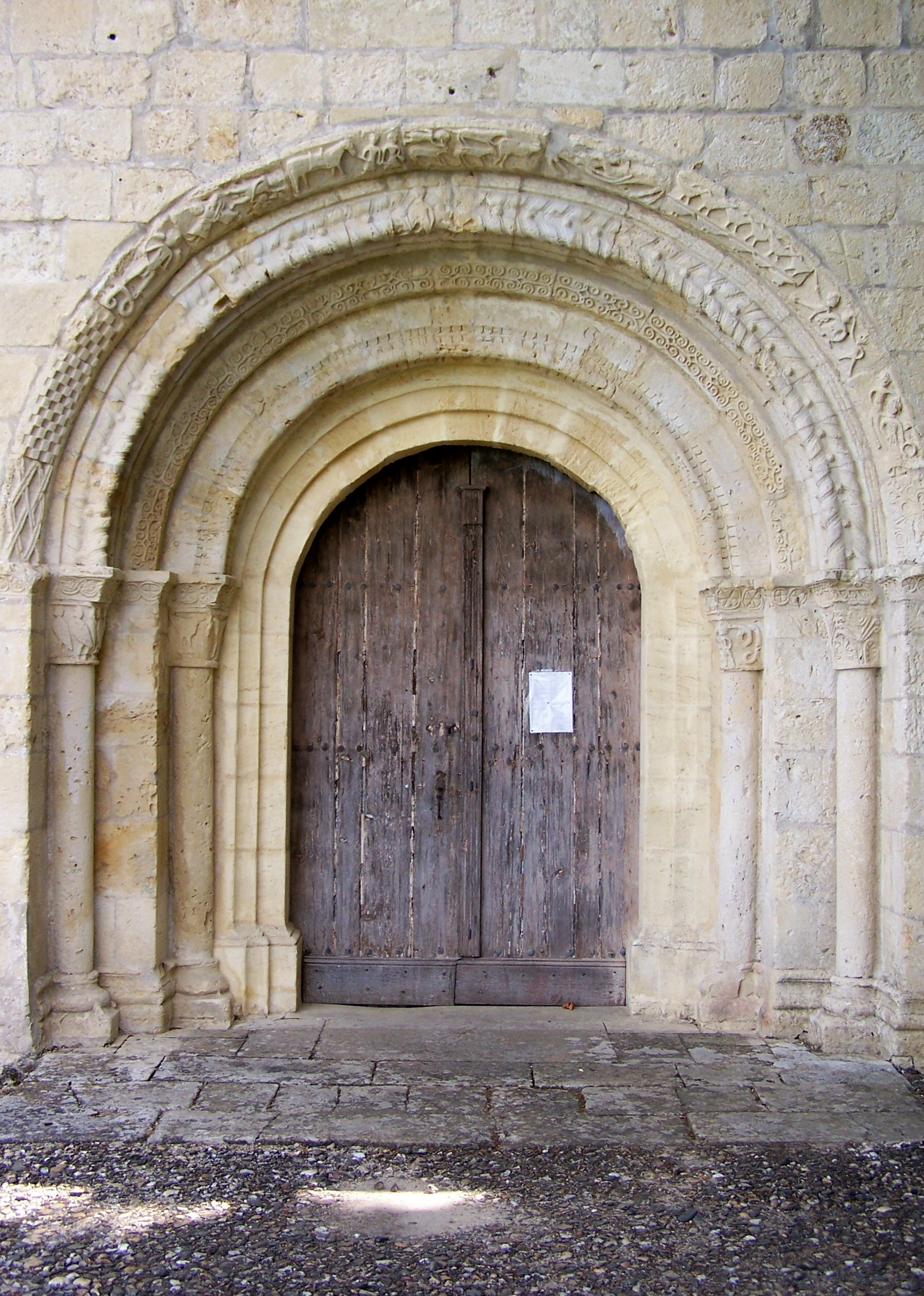
Templom bejárat
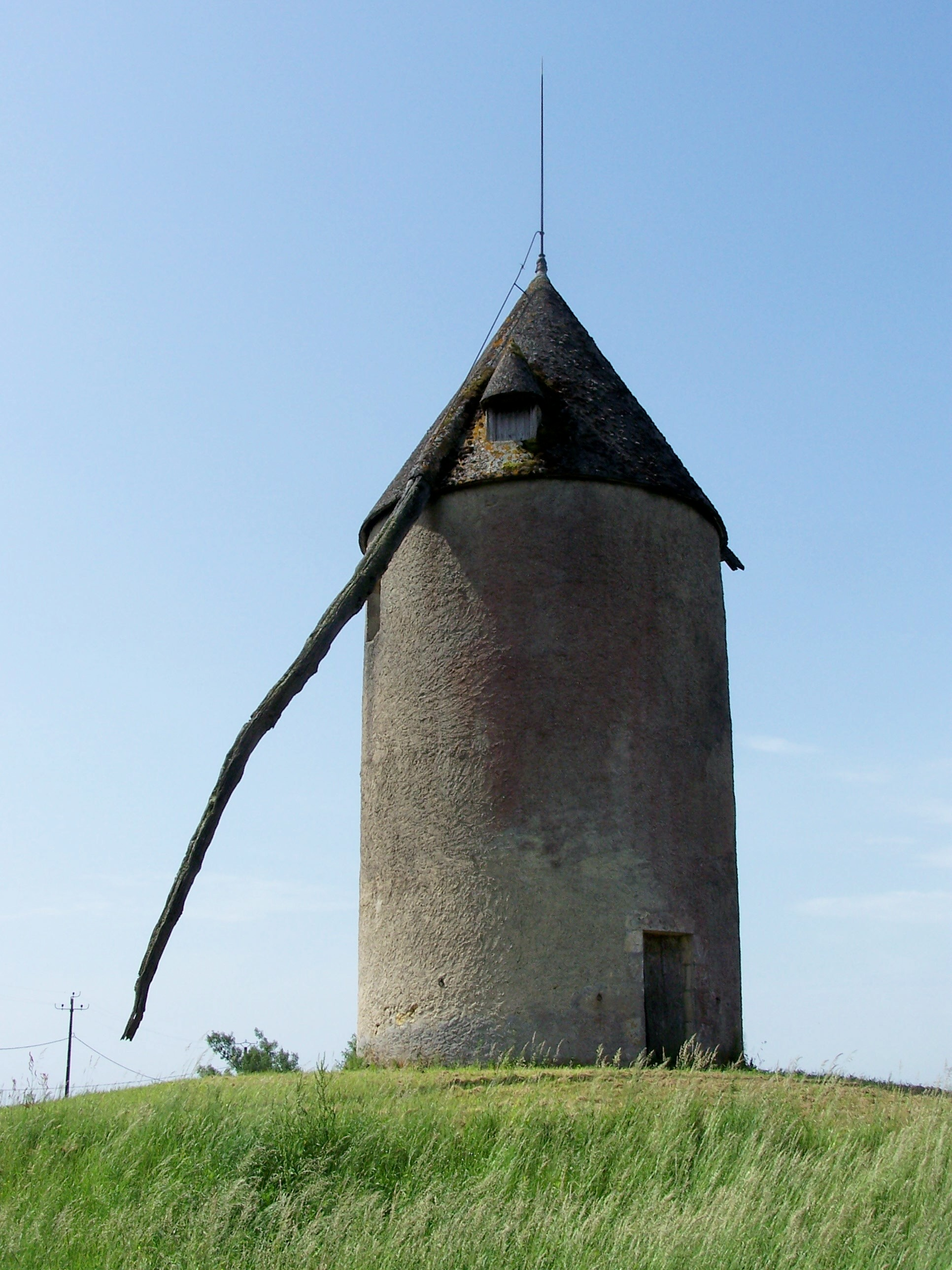
Malom
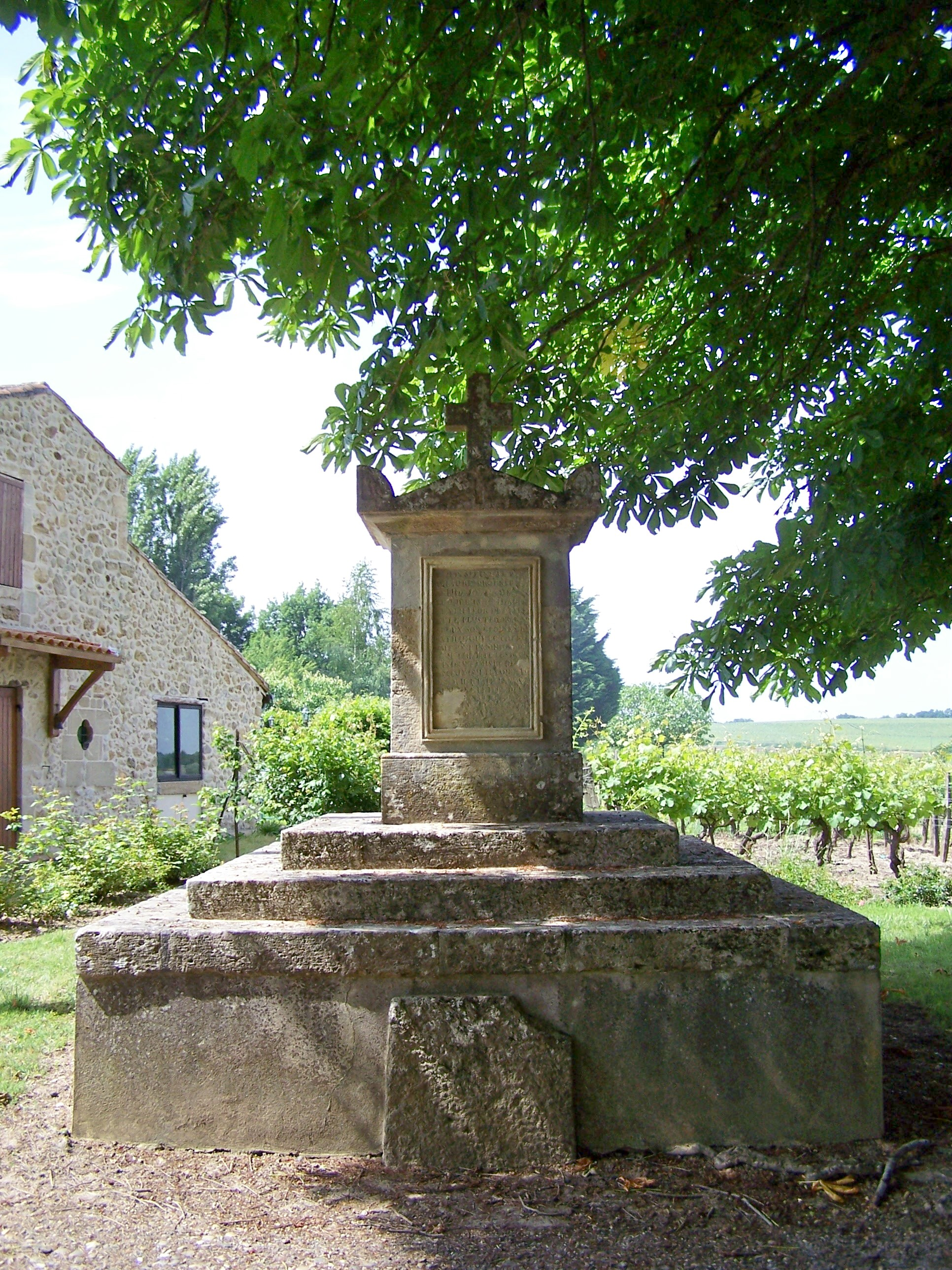
Sír
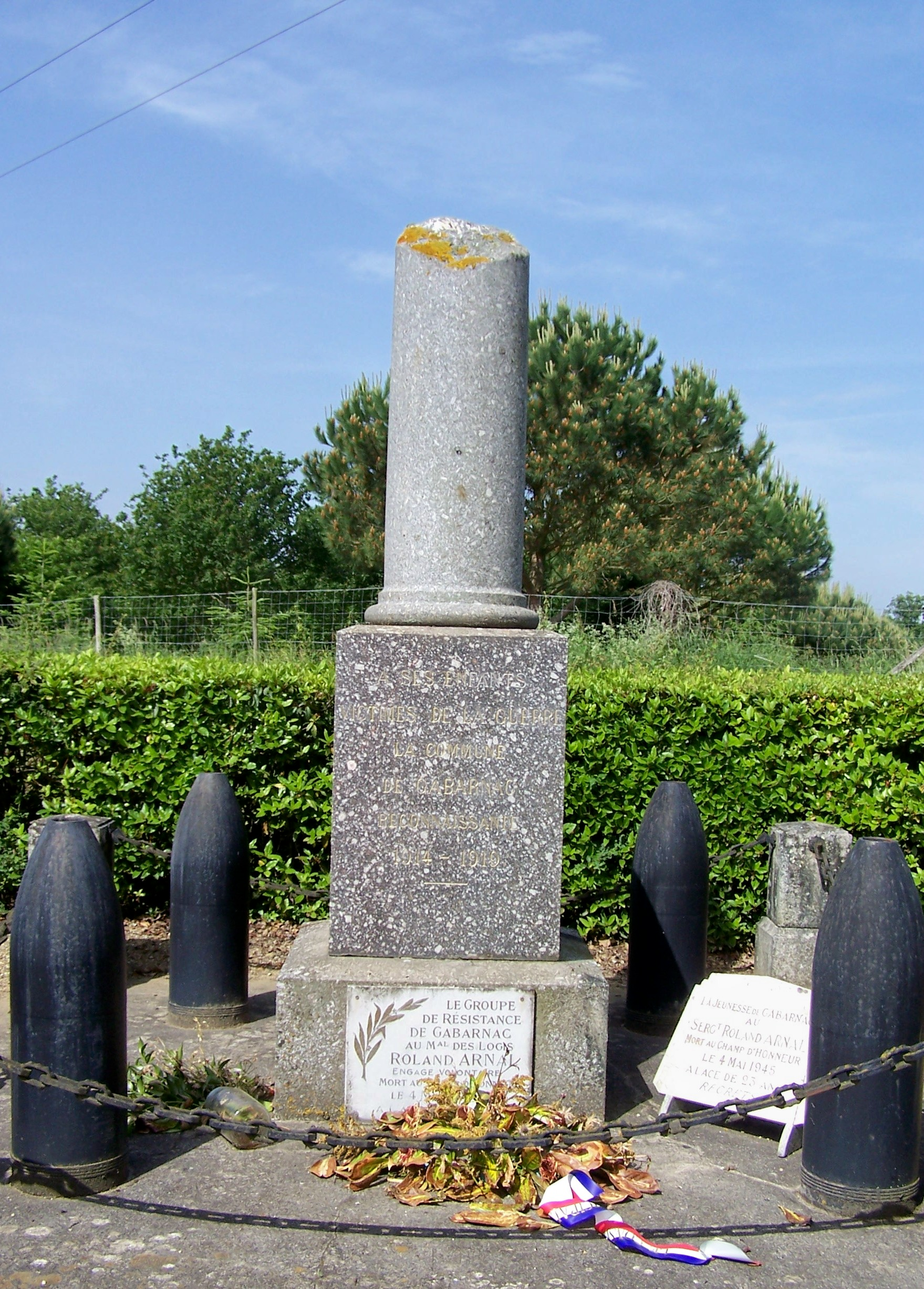
Háborús emlékmű